# ジェラルディン・ビーミッシュ
ジェラルディン・ビーミッシュ（Geraldine Beamish, 1883年6月23日 - 1972年5月10日）は、イングランドの女子テニス選手。1920年のアントワープ五輪女子ダブルスで銀メダルを獲得している。

## 来歴
1920年アントワープ五輪に36歳で出場した。シングルスは初戦の2回戦で同じイギリス代表のドロシー・ホルマンに 6-8, 2-6 敗れた。ホルマンと組んだダブルスでは決勝に進出し、同じイギリス代表のキティ・マッケイン＆ウィニフレッド・マクネアー組に 6-8, 4-6 で敗れたものの、銀メダルを獲得した。
ウィンブルドン選手権では女子シングルスで1919年と1922年、1923年の3回、ベスト4に進出している。女子ダブルスではアイリーン・ピーコックと組み、1921年ウィンブルドン選手権で準優勝している。
1972年5月10日、ロンドンにて88歳で亡くなった。